# Виле Сур Нус (Долина Аосте)
Виле Сур Нус је насеље у Италији у округу Долина Аосте, региону Долина Аосте.
Према процени из 2011. у насељу је живело 91 становника. Насеље се налази на надморској висини од 1130 м.